# 吉田和哉
吉田 和哉（よしだ かずや、1960年12月29日 - ）は、日本のロボット研究者。学位は、工学博士（東京工業大学）。宇宙ロボットを専門とし、東北大学大学院工学研究科航空宇宙工学専攻 教授、国際宇宙大学 客員教授、株式会社ispace取締役最高技術責任者を歴任。

## 人物・来歴

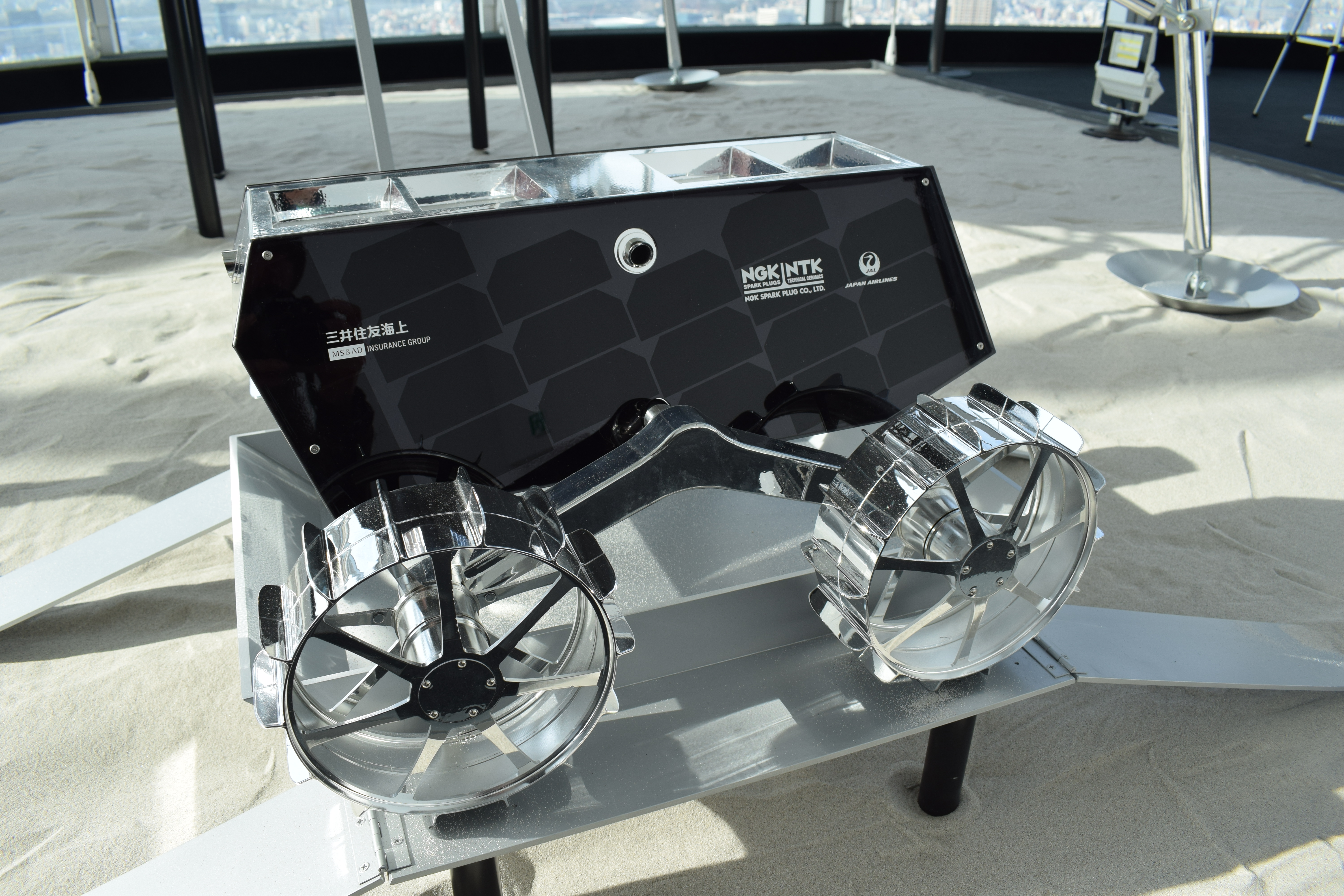
HAKUTOの惑星ローバー

東京都出身。千葉県立千葉高等学校卒業後、天文学者を志して1年間大学受験浪人生活を送ったが、東京工業大学理学部の受験に失敗し、第二志望の工学部機械系に進学。天文研究部に入部。
1984年東京工業大学工学部卒業。1986年東京工業大学大学院工学研究科修士課程修了、東京工業大学工学部助手。1990年工学博士。1993年にスイス連邦工科大学交換研究員、1994年には文部省の在外研究員制度でマサチューセッツ工科大学客員研究員を務める。1995年、東北大学工学部助教授。
1998年から国際宇宙大学でも客員教授として教鞭を執る。2003年東北大学大学院工学研究科教授。2011年東北大学極限ロボティクス国際研究センターを立ち上げ、同センター長就任。同年発生した福島第一原子力発電所事故の探査ロボットを作成するなどした。ispace取締役CTO兼務。
専門は宇宙ロボット工学などで、SPRITE-SATの開発などにあたり、Google Lunar XPRIZEのチーム「HAKUTO」では技術責任者を務めた。はやぶさ2では、リュウグウに投下される小型ロボットミネルバ-II2を開発。

## 主な受賞歴

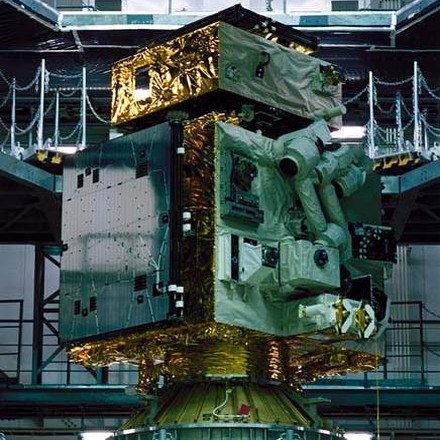
技術試験衛星「ETS-VII」

- 1991年 - 計測自動制御学会 1991年度論文賞「宇宙用マニピュレータの作業領域および可操作性解析」[17][注釈 1]
- 1993年 - 日本ロボット学会 第7回論文賞「宇宙ロボットの多腕協調制御 ― スタビライジング・アームの利用による制御トルクの最適化 ―」[注釈 2]
- 2004年 - 日本航空宇宙学会 第13回論文賞「ETS-VII を用いた宇宙ロボット制御実験」[6][注釈 3]
- 2009年 - 日本機械学会 ロボティクス・メカトロニクス部門 部門学術業績賞[10]

## 主な著作

### 学位論文
- 『宇宙用ロボット・マニピュレータの運動制御』東京工業大学〈博士論文（乙第2101号）〉、1990年、NAID 500000078088。

### 著書
（監修・共編）
- 『マイクロサット開発入門』東北大学超小型衛星開発チーム 著、吉田和哉 監修、東北大学出版会、2011年、ISBN 978-4861631597。
- 『機械工学便覧 デザイン編β6 制御システム』日本機械学会、2006年、ISBN 978-4-88898-137-8。

（分担執筆）
- 「Chapter 45: Space Robots and Systems」『Hand Book of Robotics 』Springer、2008年、1031-1063頁、ISBN 9783540239574[注釈 4]。
- 「Chapter 16, Dynamic Characteristics of Space Robots for Smart Motion Control」『Intelligence for Space Robotics』TSI Press、2006年。
- 「Robots: Control in Space Application」『Concise Encyclopedia of Aeronautics and Space Syetems』 1993年、ISBN 0080370497 。
- 「Chapter 7: Control of Space Manipulators with Generalized Jacobian Matrix」『Space Robotics: Dynamics and Control 』1992年、ISBN 0792392655[注釈 5]。

### 解説
（単著）
- 「宇宙ロボットに求められるインテリジェンスとその現状」『計測と制御』第35巻第4号、1996年、297-299頁。
- 「The SpaceDyn: ダイナミクズ計算のためのMATLABツールボックス」『計測と制御』第38巻第2号、1999年、138-143頁。
- 「航空宇宙フロンティア」『日本航空宇宙学会誌』第56巻第654号、2008年、184-187頁。
- 「ロボット探査」『計測と制御』第39巻第9号、2000年、576-580頁。
- 「月惑星探査ロボットの研究開発における課題 —走行力学の観点からの考察—」『日本ロボット学会誌』第27巻第5号、2009年、506-509頁。
- 「月惑星探査用移動ロボットの開発」『精密工学会誌』第77巻第1号、2011年、12-15頁。
- 「宇宙探査ロボットの研究開発」『応用物理』第81巻第3号、2012年、191-195頁。
- 「Google Lunar X-Prize について」『日本ロボット学会誌』第32巻第5号、2014年、439-442頁。

（共著）
- 「知能ロボットのめざすもの」『計測と制御』第35巻第4号、1996年、305-322頁[注釈 6]
- 「「はやぶさ」の革新的サンプリング着陸 自律着陸誘導とタッチダウンダイナミクス」『日本航空宇宙学会誌』第53巻第619号、2005年、242-248頁[注釈 7]

## 出演
- 「「極限状況で働くロボットを作りたい！」宇宙、原子炉、火山で・・・ 極限ロボットにかける夢」『夢の扉+』（TBS、2011年11月13日放送）[19]